# Emil Sommer (Politiker, 1882)
Emil Sommer (* 23. Juni 1882 in Alt Obra (Provinz Posen); † 18. Mai 1937 in Bremen) war ein deutscher Gewerkschaftssekretär, Politiker (USPD, SPD) und Bremer Senator.

## Biografie
Sommer war der Sohn eines Ziegelstreichers. Er besuchte die Volksschule und absolvierte eine Lehre als Gelbgießer. Er arbeitete später auch als Dreher und war an verschiedenen Orten, auch im Ausland, tätig. Seit 1906 wohnte er in Bremen.
Er wurde auf dem Waller Friedhof, Grablage FF 771 beerdigt.

### Politik
Sommer besuchte die Gewerkschaftsschule in Berlin. 1917 trat er der Unabhängige Sozialdemokratische Partei Deutschlands (USPD) bei.

#### Räterepublik
Nach dem Ende des Ersten Weltkrieges war Sommer Anhänger der Idee einer Räterepublik und der Durchsetzung einer Bremer Räterepublik. Schon am 6./7. November 1918, noch vor dem Waffenstillstand, gründete sich in Bremen im Gewerkschaftshaus an der Faulenstraße ein Aktionsausschuss, bestehend aus vier USPD-Mitgliedern (Alfred Henke, Adam Frasunkiewicz, Karl Herold und Sommer) und drei Linksradikalen (Hans Brodmerkel, Adolf Dannat und Alfred Stockinger) (die MSPD war ausgeschlossen). Der Aktionsausschuss wurde durch den Arbeiter- und Soldatenrat, bestehend aus über 210 Delegierten der Großbetriebe und des Soldatenrates, ergänzt. Der Rat übernahm dann in Bremen die Macht. Die Räterepublik wurde am 4. Februar 1919 militärisch niedergeschlagen.

#### Gewerkschaft und Politik
Sommer wurde dann 1919 Vorsitzender des Ortsausschusses des Allgemeinen Deutschen Gewerkschaftsbundes (ADGB). Von 1919 bis 1920 gehörte er der Bremer Nationalversammlung an. 1920 wurde er zum Mitglied der Bremer Bürgerschaft gewählt. 1921 übernahm er die Funktion eines Syndikus der Arbeiterkammer Bremen. Etliche Gründungen gewerkschaftlicher Unternehmungen und Organisationen erfolgten durch seine Beteiligung. Auch den Bau des Volkshauses im Stadtteil Walle als Gewerkschaftshaus betrieb er 1926/28. Er trat 1922, wie die meisten USPD-Mitglieder, wieder in die SPD ein.
Vom 17. April 1928 bis zum 6. März 1933 war er im Senat der Freien Hansestadt Bremen, geführt von Bürgermeister Martin Donandt (parteilos), als Senator für den Bereich des Bauwesens zuständig.

#### Zeit des Nationalsozialismus
Nach der Machtübernahme durch die Nationalsozialisten mussten die SPD-Senatoren Sommer, Wilhelm Kaisen und Wilhelm Kleemann ihre Ämter Anfang März 1933 niederlegen. Bereits ab dem 27./28. Februar 1933 erfolgten die ersten Verhaftungswellen durch Polizei und SA-Hilfspolizei. Am 18. April gab es eine Aktion der Nationalsozialistische Betriebszellenorganisation (NSBO) gegen das Volkshaus, bei der fünf Gewerkschaftsvorsitzende, unter ihnen Sommer und der damalige ADGB-Vorsitzende Oskar Schulze verhaftet wurden. Die konstruierten Vorwürfe über finanzielle Verfehlungen erwiesen sich als haltlos. Am 5. August 1933 wurde er aus der Haft entlassen. Danach konnte er nicht mehr politisch tätig sein. 
Ehrungen
- Die Emil-Sommer-Straße in Bremen-Vahr wurde 1958 nach ihm benannt.